# Adamas (Trojaner)
Adamas (altgriechisch Ἀδάμας Adámas) ist eine Gestalt der griechischen Mythologie.
Nach Homer war er ein Troer, Sohn des Asios, und wurde von Meriones mit einem Lanzenwurf getötet.

## Anmerkung
1. ↑  Homer, Ilias 12,140; 13,560–576